# Ye Jiangchuan
Ye Jiangchuan (chino simplificado: 叶江川; chino tradicional: 葉江川; Pinyin: Yè Jiāngchuān; nacido el 20 de noviembre de 1960 en Wuxi, Jiangsu) es un veterano ajedrecista chino. Ha sido considerado una de las estrellas de la era moderna del ajedrez en dicho país.
En 1993, Ye se convirtió en el tercer Gran Maestro después de Ye Rongguang y Xie Jun. El 1 de enero de 2000, logró ser el primer jugador chino en sobrepasar los 2600 puntos Elo. Ganó el título de 'Entrenador Senior FIDE' en el año 2005.

## Carrera profesional
Ye aprendió a jugar al ajedrez bastante tarde, a los 17 años. Tres años más tarde se proclamó Campeón Nacional de China. Además, ha ganado siete veces (en 1981, 1984, 1986, 1987, 1989, 1994 y 1996) el Campeonato de China de ajedrez, y fue el primer chino en alcanzar los 2600 puntos Elo.
Ha representado a su país en numerosas Olimpíadas de ajedrez y en campeonatos regionales por equipos en Asia. Ye ha sido cuatro veces miembro del Asia Tema Champions, presentes en 10 Olimpiadas. Su mejor resultado en equipo en una Olimpíada fue en  la 33.ª edición, que tuvo lugar en 1998 en Elistá, Rusia, en la que su equipo acabó en quinta posición.